# 夏目晴雄
夏目 晴雄（なつめ はるお、1927年〈昭和2年〉7月10日 - 2016年〈平成28年〉9月21日）は、日本の防衛官僚。防衛事務次官、防衛大学校長。

## 人物
長野県出身。特別調達庁（後の防衛施設庁）を経て、防衛庁へ出向。防衛官僚としてベレンコ中尉亡命事件（ミグ25事件）、大韓航空機撃墜事件などの対処に当たる。
2008年（平成20年）10月31日に田母神俊雄航空幕僚長が更迭された際、新聞に『いつか来た道、歩き始めた』という記事を投稿。この中で「制服組が思い上がりとも思える自信過剰になってきた」、「制服を容易に政治に直轄させてはならない」などと述べて処分を肯定したほか、背広・制服組の統合に対し否定的見解を示した。

## 略歴
- 1951年（昭和26年）：東北大学法学部を卒業後、特別調達庁に入庁。
- 1960年（昭和35年）：防衛庁に出向。国防会議事務局参事官、防衛庁人事教育局教育課長などを務める。
- 1973年（昭和48年）：防衛庁防衛局防衛課長。

その後、防衛庁参事官（後の防衛参事官）、防衛庁長官官房長、同人事教育局長、同防衛局長の要職を歴任。
- 1983年（昭和58年）6月29日：第14代防衛事務次官に就任。
- 1984年、訓練自衛官小銃乱射事件で防衛庁長官から訓戒処分。
- 1985年（昭和60年）6月25日：退官。防衛庁顧問
- 1987年（昭和62年）3月24日：第5代防衛大学校長
- 1993年（平成5年）9月30日：防衛大学校長を退任。

退任後は財団法人防衛弘済会会長などを務める。
- 1999年（平成11年）11月3日：秋の叙勲において勲二等瑞宝章を受章[5]。
- 2016年（平成28年）9月2日：死去。叙正四位[6]。